# Peperomia hygrophila
Peperomia hygrophila är en pepparväxtart som beskrevs av Adolf Engler. Peperomia hygrophila ingår i släktet peperomior, och familjen pepparväxter. Inga underarter finns listade i Catalogue of Life.